# Фред осчастливит мир
«Фред осчастливит мир» (пол. Fredek uszczęśliwia świat) — польский чёрно-белый художественный фильм, фантастическая комедия 1936 года.

## Сюжет
Молодой инженер Фред — изобретатель. Очередное его изобретение-телефоновизор. Теперь тот, кто делает звонок с помощью телефоновизора, может видеть не только собеседника, но и обстановку в его доме, о чём тот совершенно не подозревает. И это порождает трагикомичные ситуации. Супруги видят самые тайные секреты своих партнёров, люди, к которым, казалось, имеешь полное доверие, на самом деле оказываются обычными врунами. Общественность в шоке, судьба изобретателя под угрозой.

## В ролях
- Збигнев Раковецкий — Фред, изобретатель,
- Каролина Любенская — Ирма Карская, невеста Фреда,
- Лода Халама — Лодa,
- Алина Желиская — сестра Лоды,
- Ежи Чаплицкий — Юрек, безработный певец,
- Юзеф Кондрат — Иосиф Бомба, музыкант,
- Тадеуш Весёловский  — Болек Карский, брат Ирмы,
- Ванда Яршевская — мать Ирмы,
- Станислав Лапиньский — Пакула,
- Антони Фертнер — коммерсант,
- Юзеф Орвид — сосед,
- Ирена Скверчиньская — обиженная горничная,
- Ежи Беленя — клиент в ресторане.